# Corona de Baekje

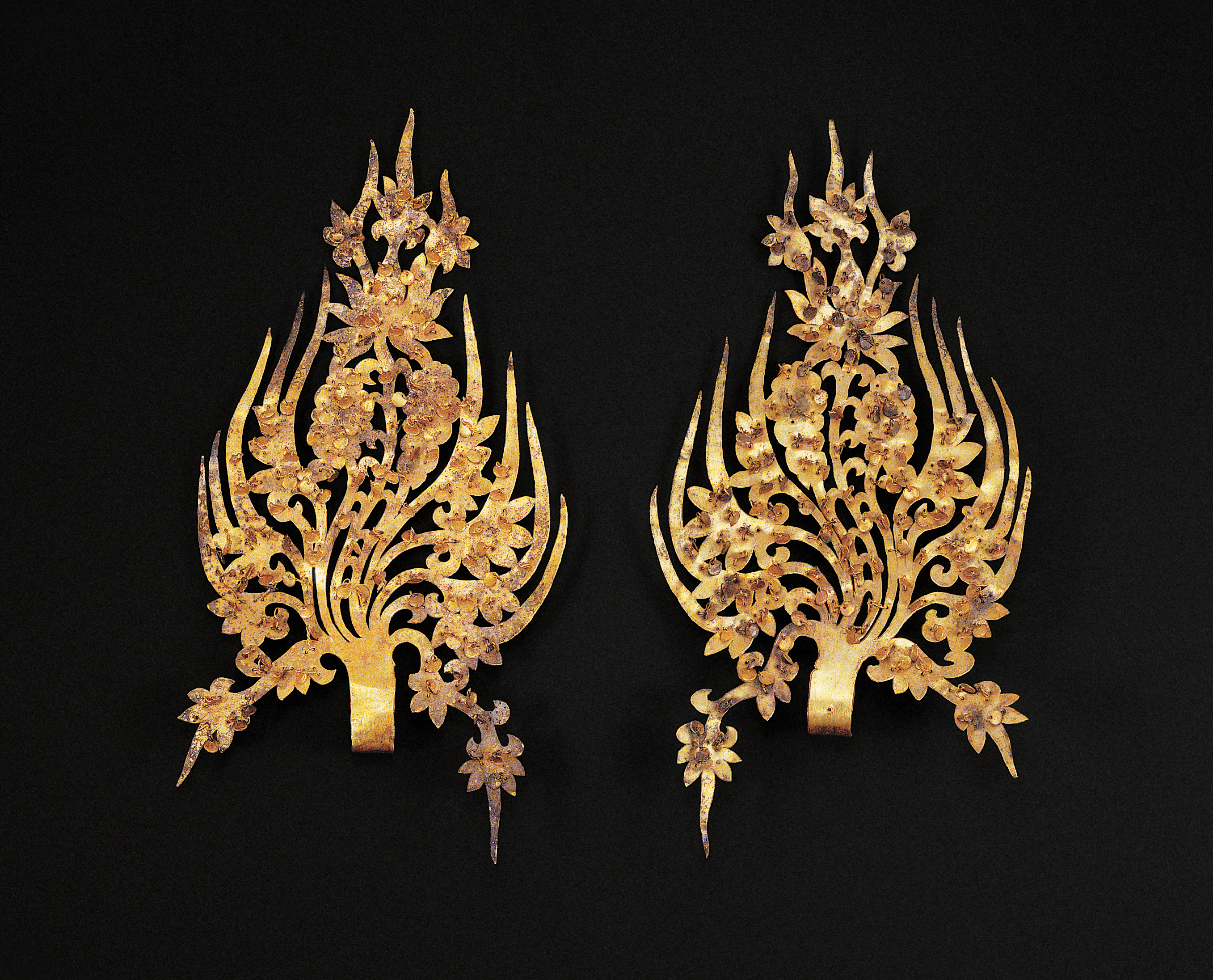
Geumjegwansik, la corona de Baekje

La Corona de Baekje está formada por un conjunto de reliquias y joyas que habrían pertenecido a la familia real del reino coreano de Baekje, así como a otros nobles y clases adineradas. Algunos de los objetos presentan una importante similitud con las coronas del Reino de Silla en el uso de unos mismos motivos vegetales y de formas de chamanismo coreano. Sin embargo, las coronas de reyes y reinas sugieren que la gente de Baekje presentaba una tradición artística propia con un estilo distinto al resto de territorios de los Tres Reinos de Corea.

## Geumjegwansik
El Geumjegwansik es uno de los objetos más preciados del tesoro de Baekje, y está formado por la pareja de dos coronas de oro que habrían sido llevadas por el mismo rey. Este conjunto fue elegido como el Tesoro Nacional número 154 de Corea del Sur el 9 de julio de 1974, y se encuentra desde entonces en el museo nacional de Gongju. Procede de la tumba del rey Muryeong de Baekje (462-523), donde estaba ubicada dentro del ataúd y cerca de la cabeza del rey.
Debajo de la corona hay un anillo que se supone que habría sido usado para fijar la corona en un manto que recubría la cabeza del rey, y que habría estado hecho presumiblemente de seda. De hecho, los registros históricos conservados ya hacen alusión a ese prendido que dispondría de una decoración floral en el manto. A los lados del mismo, parecen encontrarse también figuras de aves, algo frecuente en el chamanismo coreano para ejemplificar la piedad. 
La diadema entera que constituye el Geumjegwansik presenta como motivo principal un rosal trepador en el que las ramas se igualan en la punta en una forma llameante. La decoración floral se manifiesta a la vez en la cumbre del prendido y en la derecha y la izquierda. Por otra parte, la llama guarda similitud con las formas arabescas, influidas también por la escultura budista.
Esta reliquia tiene un gran significado porque se ha encontrado en una tumba de Baekje, algo excepcional puesto que la mayoría de las tumbas de Baekje han sido saqueadas en múltiples ocasiones en siglos posteriores, impidiendo que hoy se conserven con mayor frecuencia tesoros artísticos como este.

## Tesoro nacional 155 de Corea del Sur
En la misma tumba se encontró otro Geumjegwansik idéntico en forma y tamaño al ya descrito, pero que en principio habría sido llevado por la reina. Desde el 9 de julio de 1974, este es el Tesoro Nacional número 155 de Corea del Sur. En este caso, se encontraron en el sarcófago de la esposa de Muryeong, también en una zona próxima a la cabeza.
Las dos piezas de la corona miden 22,6 cm de alto y están formadas por oro con grabados. La forma de las ramas discurre paralela a la del centro del objeto. Como en el caso de la corona del rey, se cree que los dos prendidos eran fijados al lado del manto pero, en contraste con el del rey, este no presenta decoración de fuego.

## Tesoro nacional 295 de Corea del Sur
Del mismo ajuar se atribuye el origen de una corona de bronce excavada en la tumba en Sincho-ri -cerca de la ciudad de Naju en la provincia de Jeolla del Sur- entre 1917 y 1918. Esta se registró como el Tesoro Nacional número 295 de Corea del Sur el 22 de septiembre de 1997 y se encuentra expuesta en el Museo Nacional de Corea.

## Galería

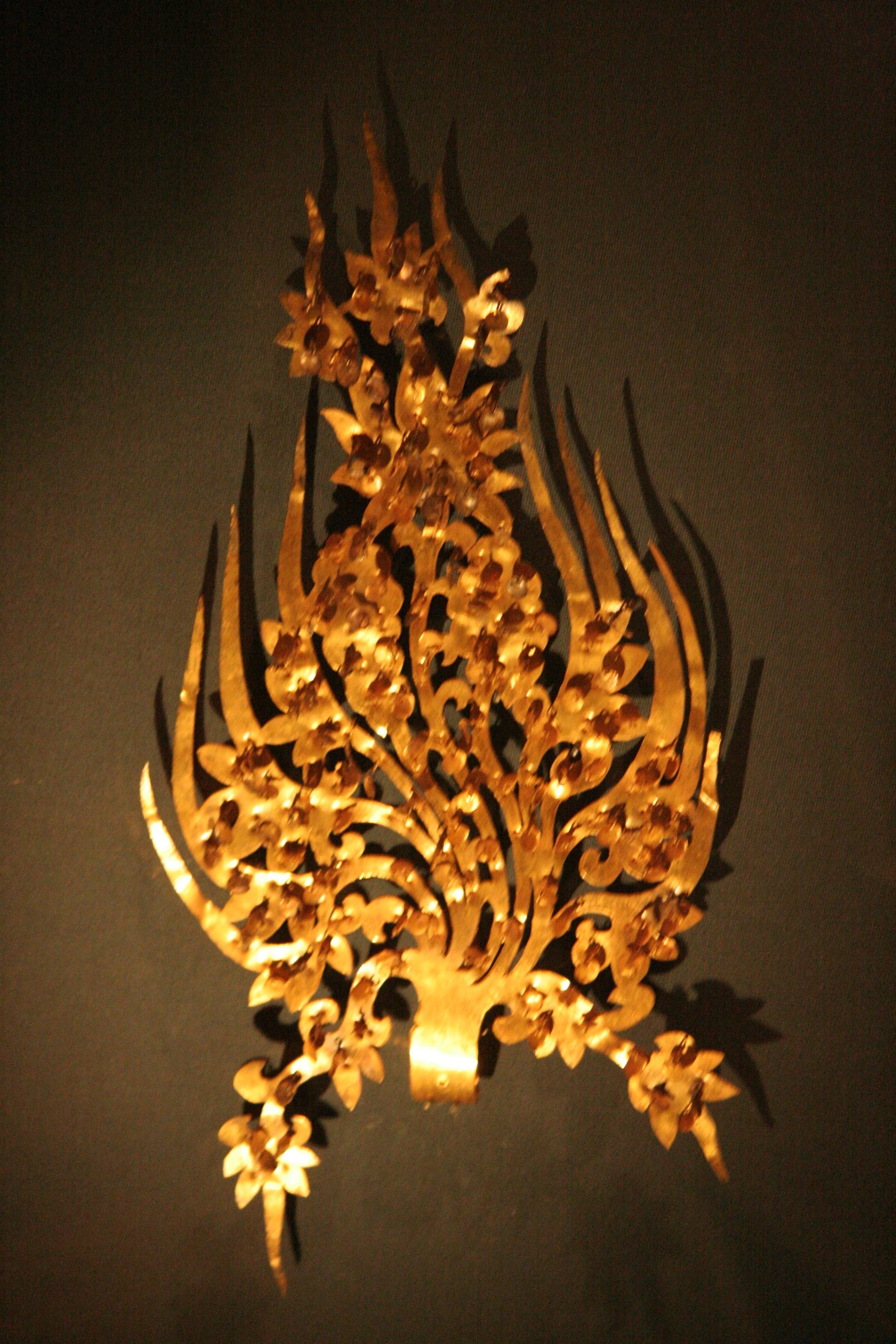
Corona del rey Muryeong excabada en la tumba de Baekje.
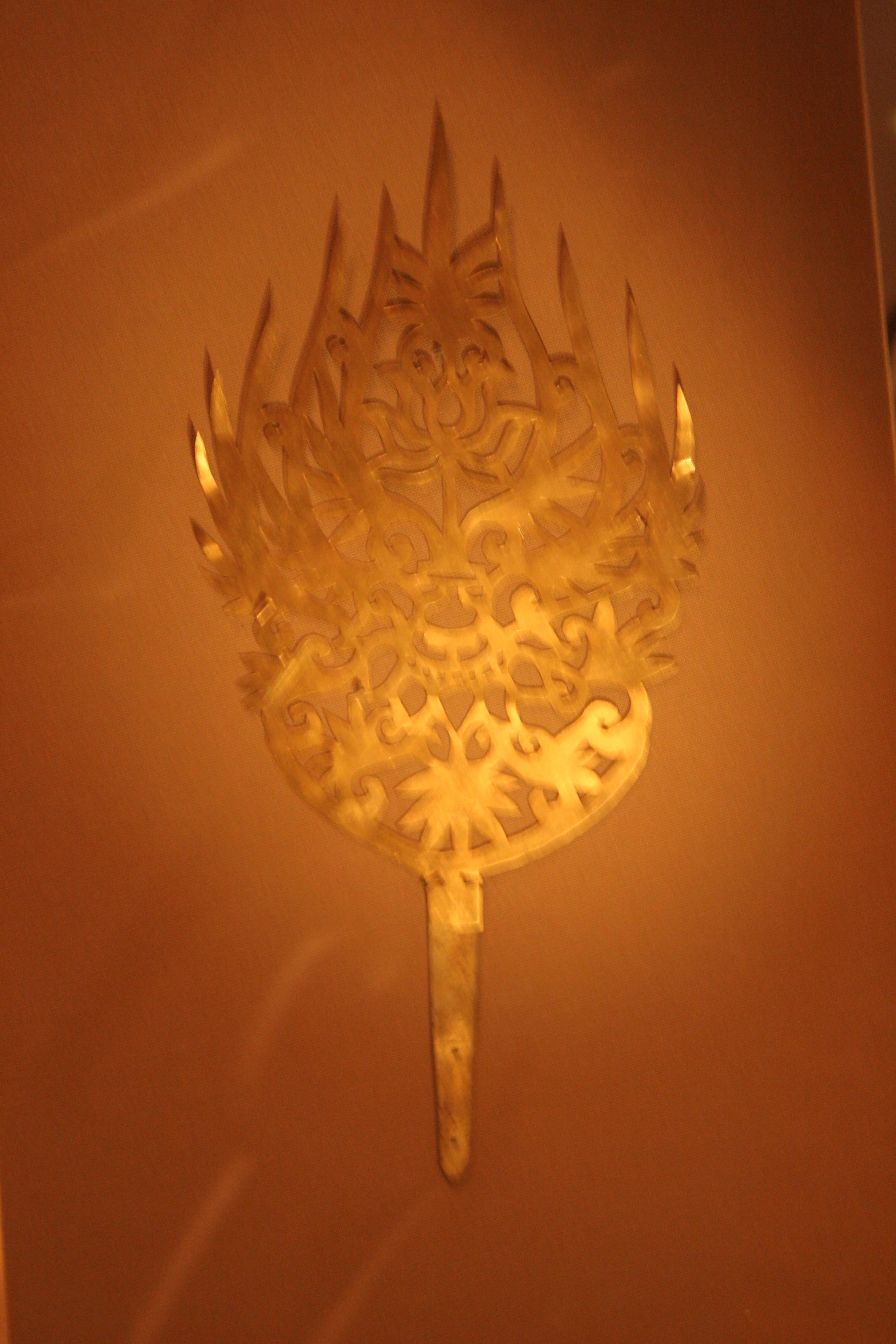
Corona de la reina que se ha excabado en la misma tumba real.
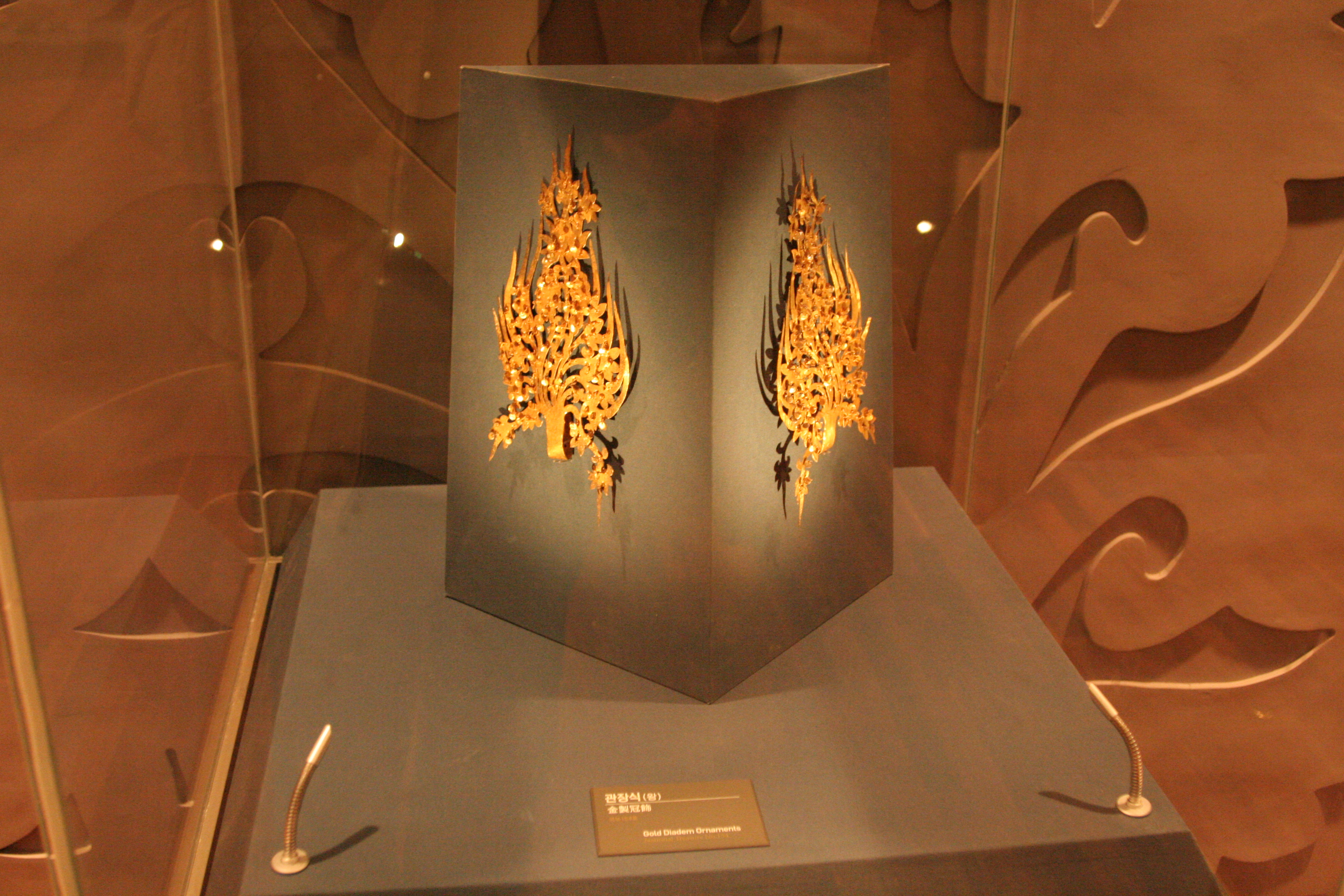
Tesoro nacional de Corea número 154.
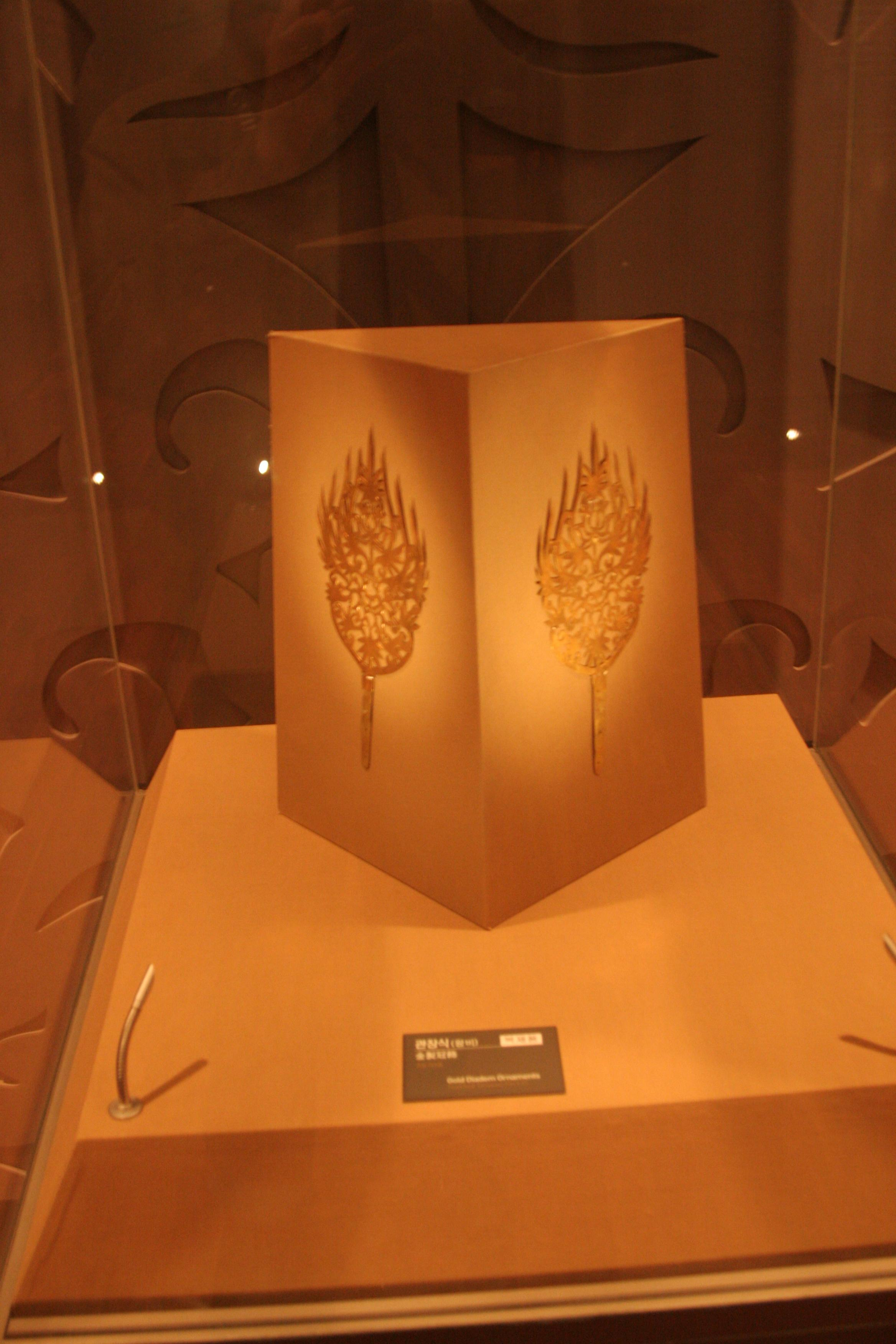
Tesoro nacional de Corea número 155.
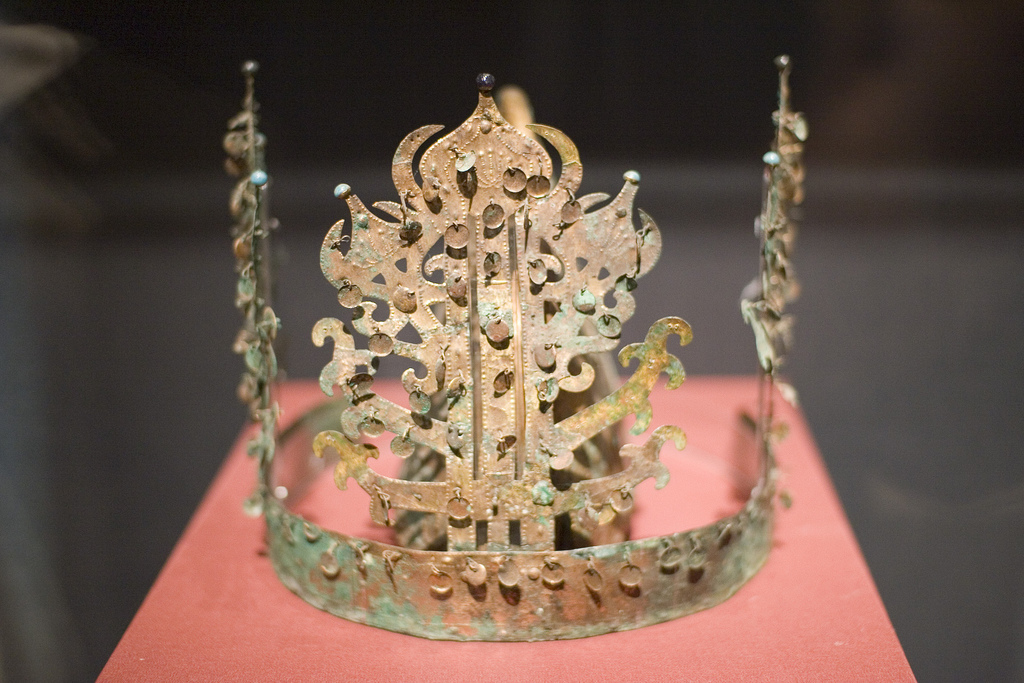
Tesoro nacional de Corea número 295.

- Datos: Q4543149